# آن وينترز
آن وينترز (بالإنجليزية: Anne Winters)‏ هي شاعرة أمريكية ويسارية وأستاذة للغة الإنجليزية في جامعة إلينوي في شيكاغو. درست في جامعة نيويورك وجامعة كولومبيا في مدينة نيويورك، حيث وُلِدَت ونشأت، وتابعت دراساتها للحصول على الدكتوراه من جامعة كاليفورنيا بيركلي. درست في مدارس مختلفة تحت إشراف الشعراء الأمريكيين المعروفين آلن تيت وراندل جاريل وروبرت لويل. حاليًا تُدَرِّس آداب بريطانيا والكتاب المقدس (وينترز ملمة باللغة اليونانية الكلاسيكية واللاتينية والعبرية)، ودورات دراسات عليا في الترجمة والشعر.
مدينة نيويورك هي الموضوع الرئيسي لقصائدها. حازت على العديد من الجوائز الوطنية، منها جائزة ويليام كارلوس ويليامز وجائزة لينور مارشال للشعر عن "المشردين من العاصمة". كما تلقت زمالة غوغنهايم في عام 2006، وجائزة مؤسسة رونا جافي للكتاب في عام 1997.

## روابط خارجيه
- Slate article on Anne Winters
- UIC Department of English